# 대한민국의 농촌진흥청장
농촌진흥청장(農村振興廳長)은 농촌진흥청을 대표하는 직위로, 차관급 정무직공무원으로 보한다.

## 임명
- 농촌진흥청장은 대통령이 임명한다.

## 역할
- 각 행정기관의 장은 소관사무를 통할하고 소속공무원을 지휘·감독한다.
- 농촌진흥청장은 농촌진흥에 관한 사무를 관장한다.

## 역대 기관장

### 농사원장
| 정부                | 대수 | 이름           | 임기                           | 비고 |
| ------------------- | ---- | -------------- | ------------------------------ | ---- |
| 제1공화국 제2공화국 | 초대 | 정남규(鄭南奎) | 1957년 7월 10일~1962년 4월 1일 |      |

### 농촌진흥청장
| 정부        | 대수           | 이름                            | 임기                              | 비고 |
| ----------- | -------------- | ------------------------------- | --------------------------------- | ---- |
| 제2공화국   | 초대           | 정남규(鄭南奎)                  | 1962년 4월 1일~1963년 7월 1일     |      |
| 제2공화국   | 2대            | 현신규(玄信圭)                  | 1963년 7월 4일~1965년 8월 26일    |      |
| 제3공화국   | 2대            | 현신규(玄信圭)                  | 1963년 7월 4일~1965년 8월 26일    |      |
| 3대         | 최응상(崔應祥) | 1965년 8월 26일~1966년 3월 26일 |                                   |      |
| 4대         | 이태현(李台現) | 1966년 3월 26일~1968년 5월 10일 |                                   |      |
| 5대         | 김인환(金寅煥) | 1968년 5월 10일~1980년 5월 31일 |                                   |      |
| 5대         | 김인환(金寅煥) | 1968년 5월 10일~1980년 5월 31일 | 제4공화국                         |      |
| 6대         | 윤근환(尹勤煥) | 1980년 6월 2일~1982년 6월 17일  |                                   |      |
| 6대         | 윤근환(尹勤煥) | 1980년 6월 2일~1982년 6월 17일  | 제5공화국                         |      |
| 7대         | 김문헌(金文憲) | 1982년 6월 17일~1988년 3월 4일  |                                   |      |
| 노태우 정부 | 8대            | 박정윤(朴正潤)                  | 1988년 3월 5일~1990년 12월 28일   |      |
| 노태우 정부 | 9대            | 이동우(李東雨)                  | 1990년 12월 28일~1993년 3월 3일   |      |
| 김영삼 정부 | 10대           | 이판석(李判石)                  | 1993년 3월 4일~1993년 12월 28일   |      |
| 김영삼 정부 | 11대           | 김광희(金光熙)                  | 1993년 12월 28일~1995년 12월 23일 |      |
| 김영삼 정부 | 12대           | 조재연(趙在衍)                  | 1995년 12월 23일~1996년 12월 24일 |      |
| 김영삼 정부 | 13대           | 김동태(金東泰)                  | 1996년 12월 24일~1998년 3월 8일   |      |
| 김대중 정부 | 14대           | 김강권(金剛權)                  | 1998년 3월 9일~1999년 5월 26일    |      |
| 김대중 정부 | 15대           | 이은종(李銀鍾)                  | 1999년 5월 26일~2001년 4월 1일    |      |
| 김대중 정부 | 16대           | 서규용(徐圭龍)                  | 2001년 4월 1일~2002년 2월 4일     |      |
| 김대중 정부 | 17대           | 정무남(鄭武男)                  | 2002년 2월 4일~2003년 3월 2일     |      |
| 노무현 정부 | 18대           | 김영욱(金榮旭)                  | 2003년 3월 3일~2004년 7월 19일    |      |
| 노무현 정부 | 19대           | 손정수(孫貞秀)                  | 2004년 7월 19일~2006년 1월 31일   |      |
| 노무현 정부 | 20대           | 김인식(金仁植)                  | 2006년 1월 31일~2008년 3월 7일    |      |
| 이명박 정부 | 21대           | 이수화(李秀華)                  | 2008년 3월 8일~2009년 1월 22일    |      |
| 이명박 정부 | 22대           | 김재수(金在水)                  | 2009년 1월 22일~2010년 8월 16일   |      |
| 이명박 정부 | 23대           | 민승규(閔勝奎)                  | 2010년 8월 16일~2011년 12월 31일  |      |
| 이명박 정부 | 24대           | 박현출(朴玄出)                  | 2011년 12월 31일~2013년 3월 14일  |      |
| 박근혜 정부 | 25대           | 이양호(李良鎬)                  | 2013년 3월 15일~2016년 8월 16일   |      |
| 박근혜 정부 | 26대           | 정황근(鄭煌根)                  | 2016년 8월 17일~2017년 7월 16일   |      |
| 문재인 정부 | 27대           | 라승용(羅昇龍)                  | 2017년 7월 17일~2018년 12월 13일  |      |
| 문재인 정부 | 28대           | 김경규(金瓊圭)                  | 2018년 12월 14일~2020년 8월 14일  |      |
| 문재인 정부 | 29대           | 허태웅(許泰雄)                  | 2020년 8월 17일~2021년 12월 4일   |      |
| 문재인 정부 | 30대           | 박병홍                          | 2021년 12월 4일~2022년 5월 13일   |      |
| 윤석열 정부 | 31대           | 조재호(曺載昊)                  | 2022년 5월 13일~2024년 7월 7일    |      |
| 윤석열 정부 | 32대           | 권재한(權宰漢)                  | 2024년 7월 8일~2025년 8월 13일    |      |
| 이재명 정부 | 33대           | 이승돈(李承暾)                  | 2025년 8월 13일~                  |      |

## 같이 보기
- 농촌진흥청
- 농촌진흥청 차장